# Allô... Allô...
Pour plus de détails, voir Fiche technique et Distribution.
Allô... Allô... est un film français réalisé par Roger Lion, sorti en 1931.

## Synopsis
Deux camarades de régiment se retrouvent par hasard grâce à une erreur au niveau d'un standard téléphonique.

## Fiche technique
- Titre : Allô... Allô...
- Réalisation : Roger Lion
- Assistant réalisateur : Jacques Becker
- Photographie : René Guichard, Maurice Guillemin
- Musique : Casimir Oberfeld, Francis Salabert
- Société de production :  Franco Films
- Durée : 37 minutes[1]
- Date de sortie : 
  - France : 1931

## Distribution
- Marcel de Garcin : Jean Latour
- Pierre Juvenet : Roland Petit
- Jean Rozenberg : Malis
- Gil Clary : Madame Micheline
- Robah Poldi : domestique
- Marthe Sarbel : dactylo
- Odette Roger : dactylo